# Bullimus
Bullimus és un gènere de rosegadors de la família dels múrids. Les quatre espècies d'aquest grup són oriündes de les Filipines. Tenen una llargada de cap a gropa de 24-30 cm i la cua de 20–24 cm. El seu hàbitat natural són els boscos i matollars amb un sotabosc espès. El nom genèric Bullimus significa ‘ratolí bombolla’ en llatí.